# Педагогічний інститут Київського університету імені Бориса Грінченка

## Підготовка фахівців
Педагогічний інститут Київського університету імені Бориса Грінченка здійснює підготовку фахівців за напрямами (спеціальностями) денної та заочної форм навчання за освітньо-кваліфікаційними рівнями (ОКР):
Денна форма:
«Бакалавр» ― "Дошкільна освіта"; "Початкова освіта";
«Спеціаліст», «Магістр» ― "Дошкільна освіта"; "Початкова освіта", "Педагогіка вищої школи".
Заочна форма:
«Бакалавр» ― "Дошкільна освіта"; "Початкова освіта";
«Спеціаліст», «Магістр» ― "Дошкільна освіта"; "Початкова освіта", "Педагогіка вищої школи".
Друга вища освіта (заочна форма навчання): «Спеціаліст» ― "Дошкільна освіта"; "Початкова освіта".

## Кафедри Інституту
- Кафедра педагогіки та психології (завідувач: доктор педагогічних наук, професор );
- Кафедра дошкільної освіти (завідувач: доктор педагогічних наук, професор Бєлєнька Г.В.);
- Кафедра початкової освіти  (завідувач: кандидат педагогічних наук, доцент  Бондаренко Г.Л.;
- Кафедра іноземних мов і методик їх навчання (завідувач: кандидат педагогічних наук, доцент Кошарна Н.В.;
- Кафедра теорії та історії педагогіки  (завідувач: доктор педагогічних наук, професор Хоружа Л.Л.

## Викладацький склад
В Інституті викладають 12 докторів наук, 44 кандидатів наук.
Серед них відомі науковці у царині дошкільної і початкової освіти, педагогіки і психології : доктор педагогічних наук, професор  Г.В. Бєлєнька ; доктор педагогічних наук, професорІванюк Г.І., доктор педагогічних наук, професор Хоружа Л.Л., академік НАПН України,доктор педагогічних наук, професор Сисоєва С.О.  та ін. В Інституті працює Прошкуратова Т.С., заслужений учитель України, Герой України.

## Навчально-матеріальна база
Інститут має потужну навчально-матеріальну базу: 
- Єдиний в Україні НМЦ практичної підготовки студентів спеціальностей «Дошкільна освіта» і «Початкова освіта» (завідувач: Прошкуратова Т.С.);
- 7 комп’ютерних класів;
- Комп’ютерний комплекс для реалізації інноваційної моделі Е-навчання  " 1 учень - 1 комп’ютер";
- Безкоштовний Wi-Fi;
- Лекційні аудиторії обладнані  SMART дошками;
- Сучасна бібліотека;
- Актова зала;
- Спортивна зала;
- Музей українського побуту.

В Інституті проводяться зустрічі та лекції з відомими українськими та зарубіжними вченими, практиками дошкільної і початкової освіти.

## Керівництво Інституту
- Котенко Ольга Володимирівна-директор, кандидат педагогічних наук, доцент;
- Паламар Світлана Павлівна – заступник директора з наукової роботи, кандидат педагогічних наук, старший науковий співробітник;
- Машовець Марина Анатоліївна – заступник директора з науково-методичної і навчальної роботи, кандидат педагогічних наук, доцент;
- Савченко Юрій Юрійович – заступник директора з науково-педагогічної і соціально-гуманітарної роботи, кандидат психологічних наук, доцент